# Portugália himnusza
Az A Portuguesa Portugália nemzeti himnusza. 

## Története

A rózsaszínű térkép

Hazafias érzelmű indulóként született, válaszul Nagy-Britannia 1890-es ultimátumára amelyben azt követelte hogy a portugál katonai erők hagyják el az Afrika déli részén fekvő, Angola és Mozambik között található sávot. Portugália az 1880-as évektől kezdve, amikor elindult a versengés Afrika gyarmatosító célú meghódításáért és felosztásáért, jogot formált erre a mai Zambia, Malawi és Zimbabwe helyén lévő területre. Célja volt ugyanis hogy Afrika keleti és nyugati partján már létező két gyarmatát szárazföldön köthesse össze, azonban igényével összeütközésbe került a Brit Birodalom saját gyarmatosító törekvéseivel.
A portugál kormány a háborús fenyegetés, politikai elszigeteltsége és nem utolsósorban mélyponton lévő gazdasága hatására végül elállt igényétől, engedve az ultimátumnak. Ez a lépés tovább növelte I. Károly portugál király és az uralmon lévő alkotmányos monarchia népszerűtlenségét, amelyet a meghátrálás miatt érzett megaláztatásért okolt a társadalom egy része, támogatókat nyerve az 1880-as évektől kezdve szárnyat bontó majd egyre erősödő republikánus mozgalomnak.

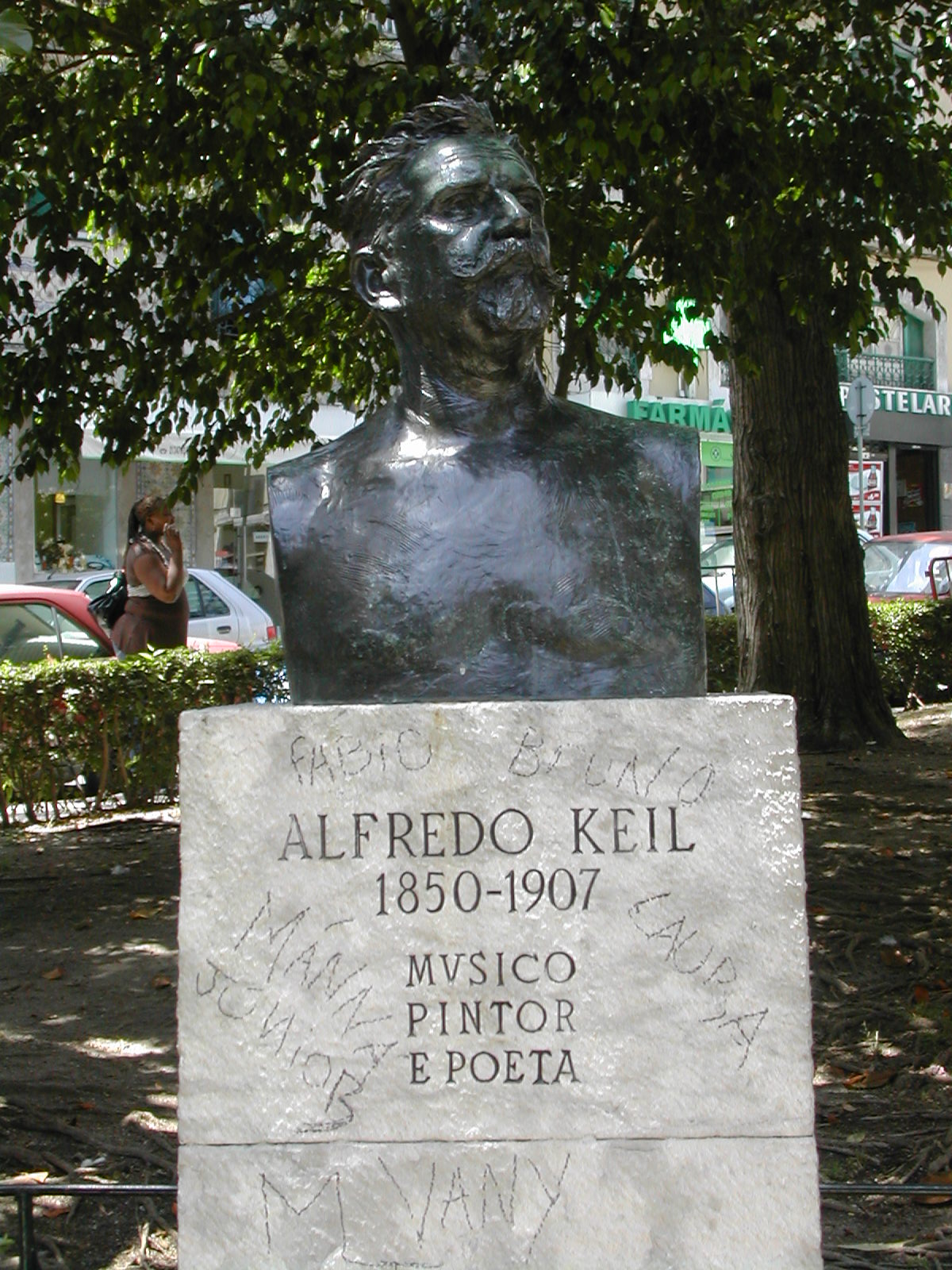
Alfredo Keil mellszobra Lisszabonban

A nép körében érezhető általános felháborodás ihlette meg Henrique Lopes de Mendonçá-t aki 1890-ben megírt költeményében buzdítja honfitársait "Harcra a Szülőföldért" (Pela Pátria lutar), dicsőítve az ország múltját, amikor az jelentős tengeri hatalomként XV. és XVI. századi felemelkedésével és tengerjáró felfedezéseivel "Új világokat adott a világnak!" (Deu mundos novos ao mundo!). Az A Portuguesá-t Alfredo Keil zenésítette meg és a pergő ritmusú induló hamar népszerű lett az elégedetlen tömegek körében, akik a kormány engedékeny politikáját lealacsonyítónak érezték.
1891. január 31-én, az elégedetlenség nyomán Portóban polgári és katonai zendülés tört ki az uralkodó rendszer ellen, ahol a dallamra utcákra vonuló köztársaságpártiak nemzeti himnuszként tekintettek. A felkelést vérbe fojtják, és az A Portuguesá-t betiltják. 1910. október 5-én újabb forradalom tör ki amelynek ezúttal sikerül megdöntenie a monarchiát és kikiáltják a Portugál Köztársaságot. A megalakuló ideiglenes kormány az A Portuguesá-t teszi meg himnusznak melyet az Alkotmányozó Nemzetgyűlés 1911. június 19-én hivatalosan nemzeti jelképként ismer el. Ezen a napon fogadják el a nemzeti lobogót is.
1956-ig a himnusznak többféle változata létezett, - nemcsak a dallam, hanem a hangszerelés, különösen annak zenekari változata tekintetében - ezért a kormány kinevezett egy bizottságot melynek feladata a A Portuguesa hivatalos változatának meghatározása volt. A bizottság kidolgozott egy javaslatot amelyet a minisztertanács 1957. július 16-án hagyott jóvá véglegesítve mai formájában a himnuszt. Az A Portuguesa a Portugál Köztársaság 1976-os alkotmányába mint nemzeti jelkép kerül be, az alaptörvény 11. § (Nemzeti jelképek és hivatalos nyelv) 2. bekezdésében kerül említésre:
2. A Nemzeti Himnusz az A Portuguesa.
A zenében tisztán felismerhető a francia nemzeti himnusz, a szintén forradalmi jelképként született La Marseillaise hatása. (Lásd francia forradalom)
Az A Portuguesá-nak eredetileg más értelmű volt néhány sora, és maga a dallam is átesett néhány változáson. Az a sor amelyik ma úgy kezdődik a refrénben hogy "Contra os canhões…" (az ágyúk ellen…) az eredeti költeményben még úgy szólt hogy "Contra os Bretões…" (a Britek ellen…).

## Szerkezete
A himnusz három, szerkezetileg egyforma részből áll. Az első négysoros ABAB keresztrímes versszakot egy négysoros ABBA ölelkező rímes versszak követi, majd minden részt egy ötsoros, ABABB rímképletű refrén zár. Hivatalos alkalmakkor a himnusz három részéből csupán az elsőt adják elő, a többi két rész gyakorlatilag ismeretlen.

## Protokoll
Az A Portuguesá-t olyan hivatalos állami, civil vagy katonai események és ünnepek alkalmával adják elő, ahol a haza, a nemzeti lobogó vagy a köztársaság elnöke előtt tisztelegnek. Külföldi állami vezetők fogadásakor az állami protokoll részét képezi a nemzeti himnusz előadása, a képviselt ország himnuszának meghallgatása után.

## Szövege

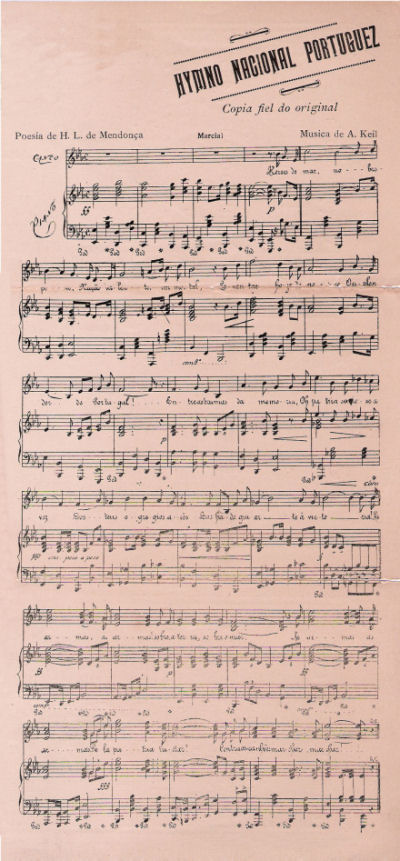
Az eredeti 1890. évi kotta másolata

| 1. "Heróis do mar, nobre povo, Nação valente e imortal, Levantai hoje de novo O esplendor de Portugal! Entre as brumas da memória, Ó Pátria sente-se a voz Dos teus egrégios avós, Que há-de guiar-te à vitória!" Kórus: "Às armas, às armas! Sobre a terra, sobre o mar, Às armas, às armas! Pela Pátria lutar Contra os canhões marchar, marchar!" 2. "Desfralda a invicta Bandeira, À luz viva do teu céu! Brade a Europa à terra inteira: Portugal não pereceu Beija o solo teu jucundo O Oceano, a rugir d'amor, E teu braço vencedor Deu mundos novos ao Mundo!" (Kórus) 3. "Saudai o Sol que desponta Sobre um ridente porvir; Seja o eco de uma afronta O sinal do ressurgir. Raios dessa aurora forte São como beijos de mãe, Que nos guardam, nos sustêm, Contra as injúrias da sorte." (Kórus) |  | 1. "Heroes of the sea, noble people, Valiant and immortal nation, Arise today once more The splendour of Portugal. From out of the mists of memory, Oh Homeland, feel the voices Of your great forefathers That shall lead you on to victory!" Kórus: "To arms, to arms Over land and over sea! To arms, to arms To fight for our Homeland! Against the cannons, we march, we march!" 2. "Hoist the unconquerable Flag, In the living light of your sky! Europe cries out to the all of the land: Portugal did not perish Kiss the soil jolly of yours The Ocean, roars of love, And your winning arm Gave new worlds to the World!" (Kórus) 3. "Salute the Sun that rises Over a smiling future; Let the echo of an offense Be the sign for resurrection. Rays of that strong dawn Are as mother kisses, That keep us, and hold us, Against the injuries of luck." (Kórus) |  | 1. Tenger hősei, előkelő ember, Bátor és halhatatlan nemzet, Derülj fel ma még egyszer Ó, Portugália fénye! A történelem ködén át, Ó, Szülőhazánk, halld meg hangját Nagy elődeidnek, Mely elvezet majd a győzelemhez! Kórus: Fegyverbe, fegyverbe! Szárazföldön és tengeren, Fegyverbe, fegyverbe! Hazánkért harcolunk Az ágyúk ellen menetelünk, menetelünk! 2. Emeld fel a legyőzhetetlen Zászlót Az ég élő fényébe Európa felkiált e föld körül: Portugália nem veszett el Örömödben csókold meg a talajt Az Óceán szerelmet morajlik És győztes karod Új világokat adott a Világnak! (Kórus) 3. Üdvözöld a felkelő Napot Egy szebb jövendőt, Visszhangozd majd e támadást Mely legyen a feltámadás jele. Egy erős hajnal sugarai Mint anyai csókok, Melyek megtartanak, vigyáznak ránk Minden balszerencse közt. (Kórus) |

## Külső kapcsolatok
- A nemzeti himnusz a portugál kormány honlapján, Portugália nemzeti jelképei aloldalon. (A lapon megtalálható a himnusz mp3 formátumban, valamint a zenemű kottája)
- "A Portuguesa" kottája - az eredeti kiadás digitalizált másolata az 1890-es évekből a Biblioteca Nacional Digital (Portugália Nemzeti Digitális Könyvtára) oldalán.